# اريود (يريم)

تعديل مصدري - تعديل

اريود محلة تابعة لقرية الحياضي، التابعة لعزلة خودان بمديرية يريم إحدى مديريات محافظة إب في الجمهورية اليمنية.، بلغ تعداد سكانها 46 حسب تعداد اليمن لعام 2004.